# Santurtzi
Santurtzi – gmina w Hiszpanii, w prowincji Biskaja, w Kraju Basków, o powierzchni 7,15 km². W 2011 roku gmina liczyła 47 129 mieszkańców.